# British Aerospace Harrier II
British Aerospace Harrier II je druhou generací V/STOL (vertikální nebo krátký start a přistání) proudových letounů používaných hlavně britským královským letectvem (RAF) a mezi lety 2006 a 2010 i britským královským námořnictvem (Royal Navy). Letoun byl odvozen od letounu McDonnell Douglas AV-8B Harrier II, který byl sám pokračováním vývoje letounu Hawker Siddeley Harrier. První varianta tohoto letounu byla ve službě označována jako Harrier GR5. Letouny byly posléze vylepšovány a dostaly označení GR7 a GR9.
V rámci tzv. „Joint Force Harrier“ (Společných sil Harrierů) používaly Harriery II jak RAF tak i námořnictvo, včetně služby na letadlových lodích třídy Invincible. Harriery II se podílely na několika konfliktech. Důležitou roli hráli na bojištích v Kosovu, Iráku a Afghánistánu. Jeho hlavním úkolem bylo útočit na pozemní cíle a poskytovat blízkou leteckou podporu. Letouny byly také využívány k průzkumu.
V prosinci 2010 rozpočtové tlaky vedly k předčasnému vyřazení letounů Harrier II ze služby, což byly poslední Harriery, které ještě působily v britských službách. Rozhodnutí o jejich vyřazení bylo sporné, protože za letouny nebyla okamžitá náhrada a navíc královské námořnictvo nemělo jiný letoun s pevnými křídly, který by působil v jejich roli z paluby letadlových lodí. V dlouhodobém horizontu mají být nahrazeny letouny Lockheed Martin F-35 Lightning II.

## Vývoj a popis

### Počátky
Vývoj mnohem výkonnějšího nástupce letounu Hawker Siddeley Harrier začal v roce 1973 ve Spojeném království jako spolupráce mezi původním výrobcem společností Hawker Siddeley a americkou společností McDonnell Douglas (v roce 1977 byla společnost Hawker Siddeley v rámci znárodnění začleněna do společnosti British Aerospace). V té době již u Royal Air Force a námořní pěchoty Spojených států sloužily letouny první generace Harrierů. Avšak operační zkušenosti volaly po lepším letounu tohoto typu. Britská vláda však požadovala jen malý počet letounů (maximálně 60) a napjatý obranný rozpočet neumožňoval vývoj vylepšeného Harrieru. Nedostatečná vládní podpora na vývoj motoru Pegasus 15 pro nové letadlo vedla společnost Hawker k odstoupení od projektu v roce 1975.
Vzhledem k pokračujícímu zájmu Spojených států pokračoval vývoj méně ambiciózního letounu Harrier, který byl vybaven větším křídlem s využitím kompozitních materiálů při jeho konstrukci. Byly postaveny dva prototypy s použitím již existujících letounů, které vzlétly v roce 1978. Americká vláda byla ochotná v projektu pokračovat, když by se našel nějaký větší zahraniční odběratel, ale Británie měla již vlastní plán jak vylepšit své Harriery použitím nového většího kovového křídla. V té době však již měla většina Harrierů nalétáno mnoho hodin, a tak bylo rozhodnuto, že instalace nového křídla na staré draky by nebyla ekonomicky výhodná. Další variantou bylo instalace nového křídla na nově vyrobené stroje na základě letounu Sea Harrier, ale britská vláda v té době financovala jiné nákladné projekty, jmenovitě ponorkové rakety Trident a letouny Tornado, a nebyla ochotná financovat vývoj nového Harrieru, když požadavek zněl jen na 60 kusů letounů. Proto v roce 1980 začala Británie o americkém návrhu uvažovat, ovšem za podmínky, že letoun bude splňovat britské požadavky – jednalo se hlavně o britském návrhu rozšíření kořene náběžné hrany křídla letounu. V roce 1982 se Spojené království rozhodlo zapojit do společného americko-britského programu. Spojené státy a Velká Británie se dohodly, že britský příspěvek na vývoj a zapracování vlastních požadavků bude činit 280 miliónů amerických dolarů, přičemž Británie odebere minimálně 60 letounů.
Dohoda zahrnovala ujednání, že společnost British Aerospace (BAe) bude hlavním subdodavatelem, který dodá celé výrobní sekce, jako například zadní části trupu na všechny letouny AV-8B. Letoun Harrier II byl poangličtěnou verzí letounu AV-8B, přičemž společnost British Aerospace vyráběla letouny jako hlavní dodavatel se společností McDonnell Douglas jako hlavním subdodavatelem. Konečná montáž probíhala v Dunsfoldu v Anglii. První letoun GR5 vyrobený v Británii pak poprvé vzlétnul 30. dubna 1985 a letoun byl předán letectvu v červenci 1987. Letoun GR5 se v mnohém liší od amerických Harrierů AV-8B. Odlišnosti jsou v avionice, výzbroji i vybavení. Křídlo letounů GR5 má náběžnou hranu z nerezavějící oceli, což mu dává z hlediska pružnosti jinou charakteristiku oproti letounům AV-8B. V prosinci 1989 byla první peruť vybavená letouny Harrier II prohlášena za operačně způsobilou.

### Popis a úloha

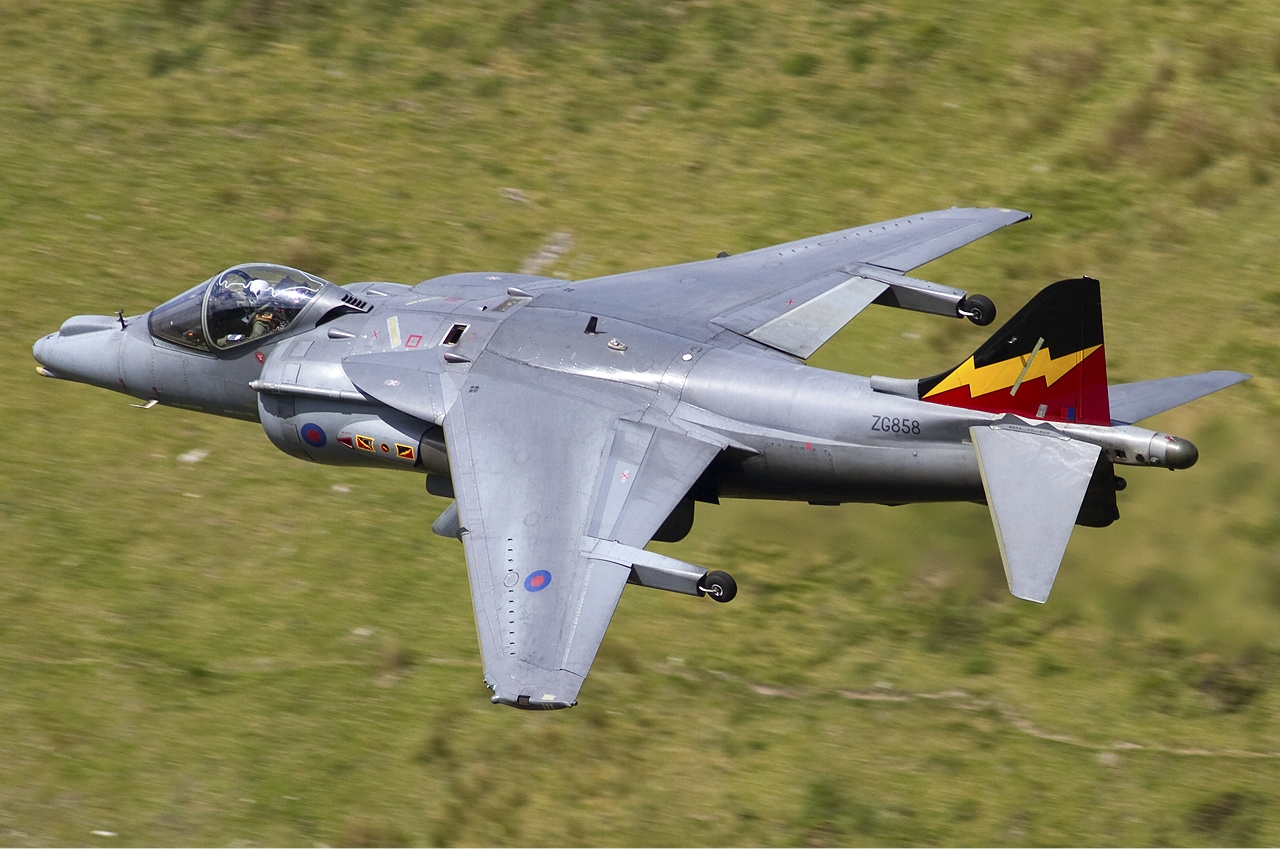
Harrier GR9 RAF za letu v roce 2010

Harrier II je značně upravenou verzí první generace letounů Harrier s označením GR1/GR3. Původní trup z hliníkových slitin byl nahrazen trupem, ve kterém byly velkou měrou použity kompozitní materiály, což značně snížilo jeho hmotnost a vedlo ke zvýšení užitečné zátěže nebo doletu. Nové, tzv. superkritické, křídlo bylo z jednoho kusu, mělo o 14 procent větší plochu. Křídlo a rozšíření náběžné hrany u kořene křídel umožnilo zvýšit užitečnou nosnost o 3 035 kg při startu na 300 m dráze oproti první generaci Harrierů. Britské Harriery měly navíc pylony pro další střely před pomocnými přistávacími kolečky ne křídlech, zesílené náběžné hrany jako splnění požadavku pro zesílení ochrany před střetnutí s ptáky.
Kokpit Harrierů II je uzpůsoben pro lety ve dne i v noci, je vybaven průhledovým displejem (HUD), dvojicí multifunkčních barevných obrazovek (MPCD), pohyblivou digitální mapou, inerciálním navigačním systémem (INS) a systémem řízení HOTAS, který soustřeďuje nejdůležitější přepínače na řídicí a plynové páce, tak aby pilot mohl ovládat hlavní funkce letounu, aniž by musel pustit z ruky příslušnou páku. Podobně jako letoun British Aerospace Sea Harrier je Harrier II vybaven bublinovým překrytem kokpitu, který podstatně zlepšuje výhled z letounu. Kombinací nového řídicího systému a větší příčné stability nového letounu bylo dosaženo, že letoun byl lépe a snadněji ovladatelný než letouny první generace Harrier GR1/GR3.
RAF používalo Harriery k útokům na pozemní cíle a k průzkumu, takže se při obraně proti vzdušným cílům spoléhalo pouze na střely krátkého dosahu AIM-9 Sidewinder. Střely Sidewinder se ukázaly efektivní na letounech Royal Navy Sea Harrier při jejich střetnutí s argentinskými letouny Dassault Mirage III při konfliktu na Falklandách. Avšak od roku 1993 mohly letouny Sea Harrier FA2 nést i radarem řízené střely delšího dosahu AIM-120 AMRAAM. Sea Harriery byly tímto radarem vybaveny od svého uvedení a námořní pěchota Spojených států vybavila své letouny AV-8B Harrier radary v rámci vylepšení letounů AV-8B+, avšak britské Harriery II jím nebyly nikdy vybaveny. Když byly Sea Harriery vyřazeny, uvažovalo se o tom, že by se jejich radar Blue Vixen přemístil do letounů Harrier II. Nicméně britské ministerstvo obrany toto odmítlo jako příliš riskantní a drahé. Ministr obrany Adam Ingram poznamenal, že cena by mohla překročit 600 miliónů liber.

### Další vývoj
Dokonce ještě před tím, než byl Harrier GR5 uveden do služby, bylo jasné, že potřebuje úpravy, aby mohl působit v roli letounu, který působí hluboko za nepřátelskými liniemi, kde napadá pozemní cíle. Již během výroby verze GR5 byla přijata určitá vylepšení, tyto stroje nesly označení GR5A. Vylepšený model, označený jako Harrier GR7, byl vyvinut hlavně pro zlepšení operačních vlastností v noci a měl i vylepšenou avioniku. Vývoj letounu GR7 probíhal ve spolupráci s podobnou iniciativou námořní pěchoty Spojených států vzhledem k jejich flotile letounů AV-8B Harrier. K nové avionice patřila na příď letounu namontovaná věžička pro infračervené vidění (FLIR), brýle pro noční vidění, prostředky elektronického rušení, nové displeje v kokpitu a náhrada systému pohyblivé mapy. Letoun GR7 vykonal svůj první let v květnu 1990 a do služby vstoupil v srpnu 1990. Po dodání všech 34 letounů Harrier GR7 v roce 1991 byly veškeré zbývající letouny GR5/GR5A upraveny na verzi GR7.

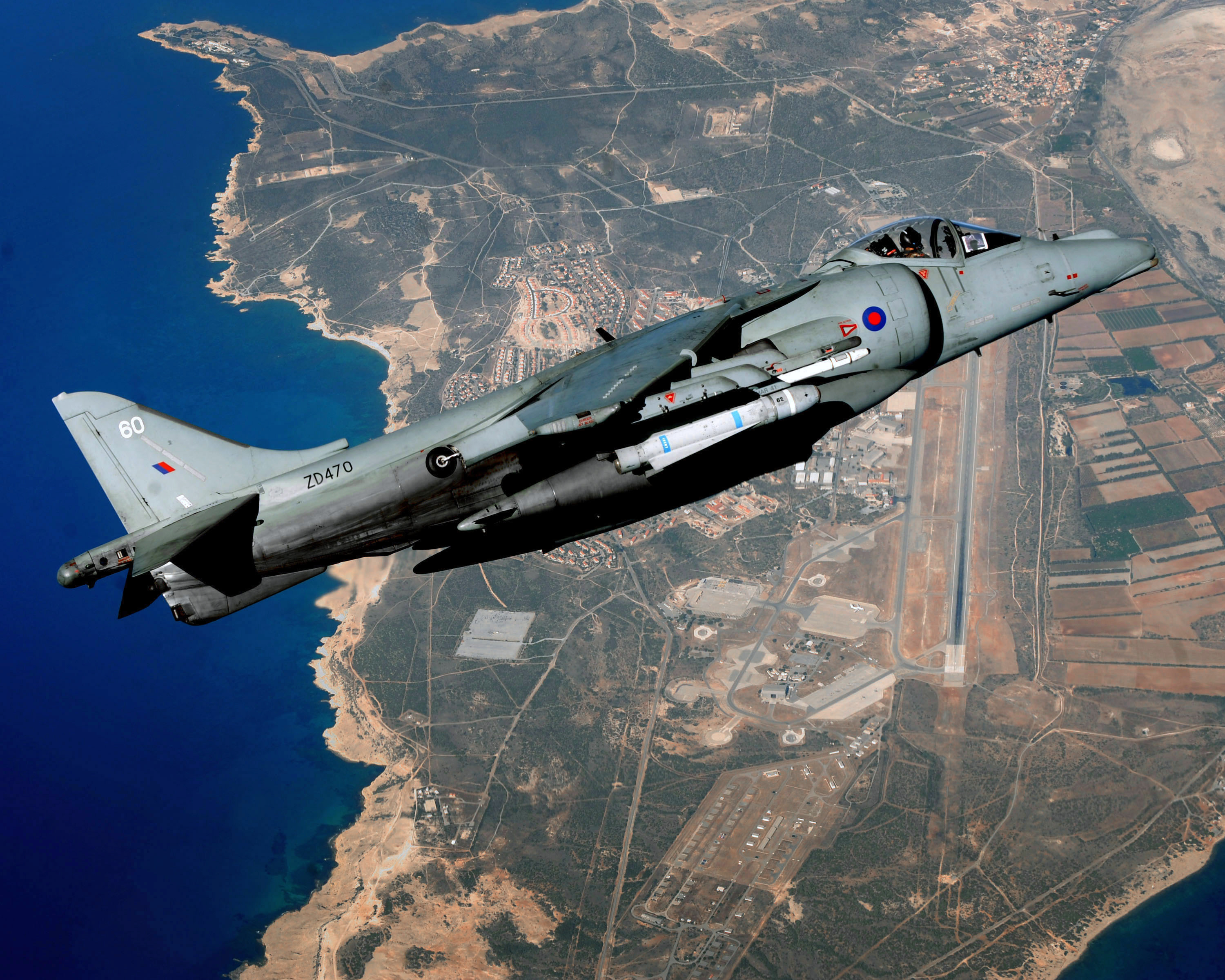
Harrier II letí nad základnou RAF Akrotiri na Kypru v roce 2010

Některé letouny GR7 byly vybaveny vylepšenými motory Rolls-Royce Pegasus Mk 107 a byly posléze přeznačeny na GR7A. Tyto Harriery měly lepší vlastnosti při startu a přistání z hlediska větší užitečné nosnosti. Aby bylo možné z letounů řídit laserem naváděné pumy, měly od roku 1998 Harriery II k dispozici kontejnery s laserovými značkovači TIALD, avšak bylo jich málo a byly často nedostupné pro výcvik pilotů. V reakci obtíže s komunikací letounů NATO během války v Kosovu byly letouny GR7 v roce 1999 vybaveny šifrovaným komunikačním zařízením.
Dalším významným vylepšením letounů GR7 byla jejich přestavba na verzi Harrier GR9 (resp. GR9A se silnějším motorem). Letoun GR9 byl vyvinut prostřednictvím tzv. programu „JUMP“ (Joint Update and Maintenance Programme), přičemž byla podstatně vylepšena avionika, komunikační systémy a schopnost nést různé zbraně. Změny byly na letounech dělány postupně, vždy během plánované údržby. Během prvního kroku byla vylepšena komunikace, systém varování blízkosti země a navigační systémy. Následovala instalace raket vzduch-země AGM-65 Maverick. Během kroku C byl přidán komunikační systém RAF RAIDS (Rangeless Airborne Instrumentation Debriefing System), nový systém společnosti Raytheon na identifikaci přítel-nepřítel (SIFF) a řízené pumy Paveway. Během kroku D dostaly letouny nové průzkumné digitální kontejnery DJRP (Digital Joint Reconnaissance Pod).
V únoru 2007 byly zahájeny zkoušky s novou střelou vzduch-země MBDA Brimstone, avšak nebyly dokončeny kvůli předčasnému vyřazení letounů. V roce 2007 byl kvůli konfliktu v Afghánistánu nahrazen laserový značkovač s nízkým rozlišením TIALD kontejnerem s laserovým značkovačem Lockheed Martin Sniper XR. V krok E zahrnoval instalaci přídavného komunikačního zařízení pro datovou síť NATO „Link 16“, a systém výměny taktických informací TIEC (Tactical Information Exchange Capability), který měl být instalován jak na letouny Harrier II, tak i Tornado GR4. V červenci 2008 získala společnost Qinetiq kontrakt na průběžné vylepšování a údržbu celé flotily letounů Harrier II až do roku 2018, což naznačovalo, do kdy mají stroje sloužit.
Poslední vyráběnou verzí byla cvičná dvojmístná verze T.10. RAF původně uvažovalo o přestavbě cvičných letounů Harrier T4, ale nakonec 28. února 1990 objednalo 14 nových letounů Harrier T.10 za 200 miliónu liber. Objednávka byla později snížena o jeden letoun v důsledku změny ceny letounů. Letoun T.10 používal stejný drak jako americký letoun TAV-8B se zástavbou systémů letounu GR7. Letoun (ZH653) poprvé vzlétnul 7. dubna 1994 a do služby byl první letoun přijat 30. ledna 1995. Letouny T.10 byly plně bojeschopné, ale měly větší hmotnost než jednomístné GR7, což se projevilo na jejich výkonech a to hlavně v horkých klimatických podmínkách. Většina letounů T.10 byla později vylepšena spolu s letouny GR9 na verzi T.12 a několik jich dostalo i silnější motor a byly přeznačeny na T.12A.

## Operační historie

### Bojové nasazení

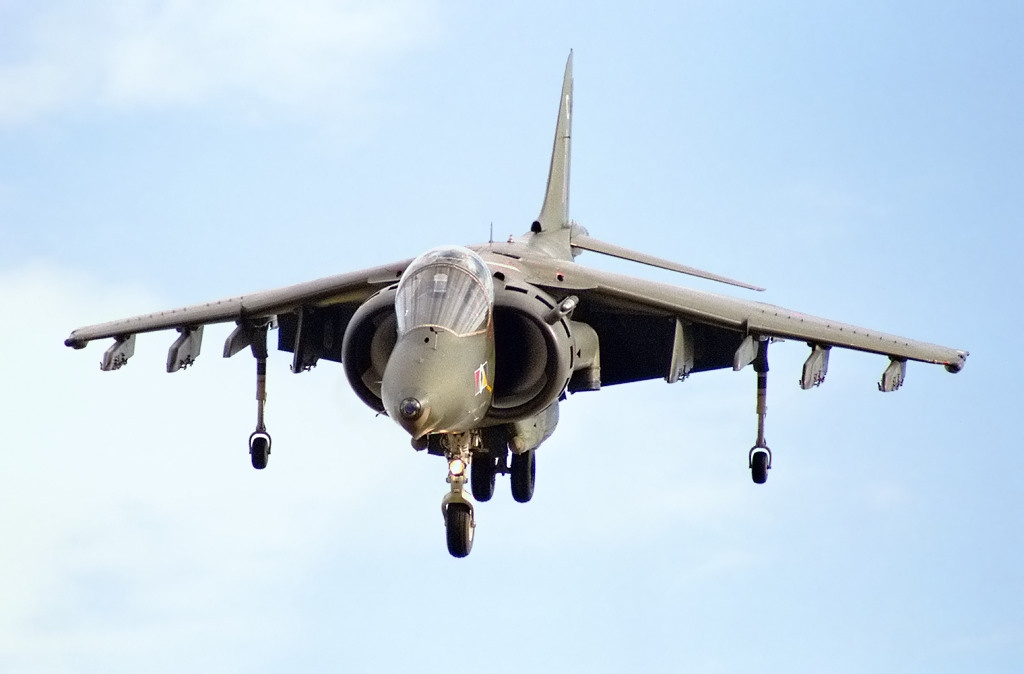
Harrier GR5 během ukázkového letu na letišti Bournemouth v roce 1990

První jednotky, které dostaly letouny Harrier II, byly umístěné v Západním Německu jako odstrašující síla proti jednotkám Varšavské smlouvy. V případě války měly útočit na pozemní cíle. Letouny Harrier II měly podstatně delší dolet a odolnost v boji než předchozí typ Hawker Siddeley Harrier, ze kterého byly odvozeny. Proto byl kladen velký důraz na působení v operacích hluboko za nepřátelskými liniemi, kde měl zasahovat důležité cíle. Na konci roku 1990 byly již jednotky s Harriery II plně operačně způsobilé. Války v Perském zálivu v roce 1991 se letouny ještě nezúčastnily, protože byly považovány za ještě příliš nezralé pro bojové nasazení, ale několik letounů se zúčastnilo hlídání bezletových zón v Iráku od roku 1993. V roce 1996 byly vyřazeny poslední letouny RAF Harrier první generace a letouny Harrier II převzaly všechny jejich úkoly.
V roce 1995 byly Harriery II nasazeny při zásazích NATO během konfliktu v bývalé Jugoslávii, přičemž působily společně s letouny RAF SEPECAT Jaguar z italské letecké základny Gioia del Colle. Letouny prováděly jak útočné, tak i průzkumné mise, při kterých byl rychle do letounů zaveden systém navigace GPS. Letouny podnikly více než 126 útočných akcí, přičemž často spolupracovaly se stíhacími bombardéry Jaguar, kdy označovaly laserem vybrané cíle pro laserem naváděné pumy, jako byly například pumy Paveway II. Operace v Bosně jsou uváděny jako první, kdy byla většina vypuštěných leteckých pum přesně naváděna.
V červnu 1994 byly nově vylepšené stroje GR7 umístěny ke zkouškám na letadlových lodích třídy Invincible britského královského námořnictva. Operační způsobilosti dosáhly letouny na palubách letadlových lodí v roce 1997. Tato schopnost se brzy ukázala jako užitečná, protože již v roce 1998 byly letouny nasazeny nad Irákem a působily z lodí v Perském zálivu. V roce 2000 letouny GR7 prováděly hlídkové a průzkumné lety nad Sierrou Leone, přičemž opět výhradně působily z letadlových lodí. Letadlové lodě třídy Invincible prodělaly několik úprav, aby letouny Harrier II mohly z jejich palub efektivně působit. Tyto změny zahrnovaly změny v komunikaci, osvětlení a úpravy letové paluby.

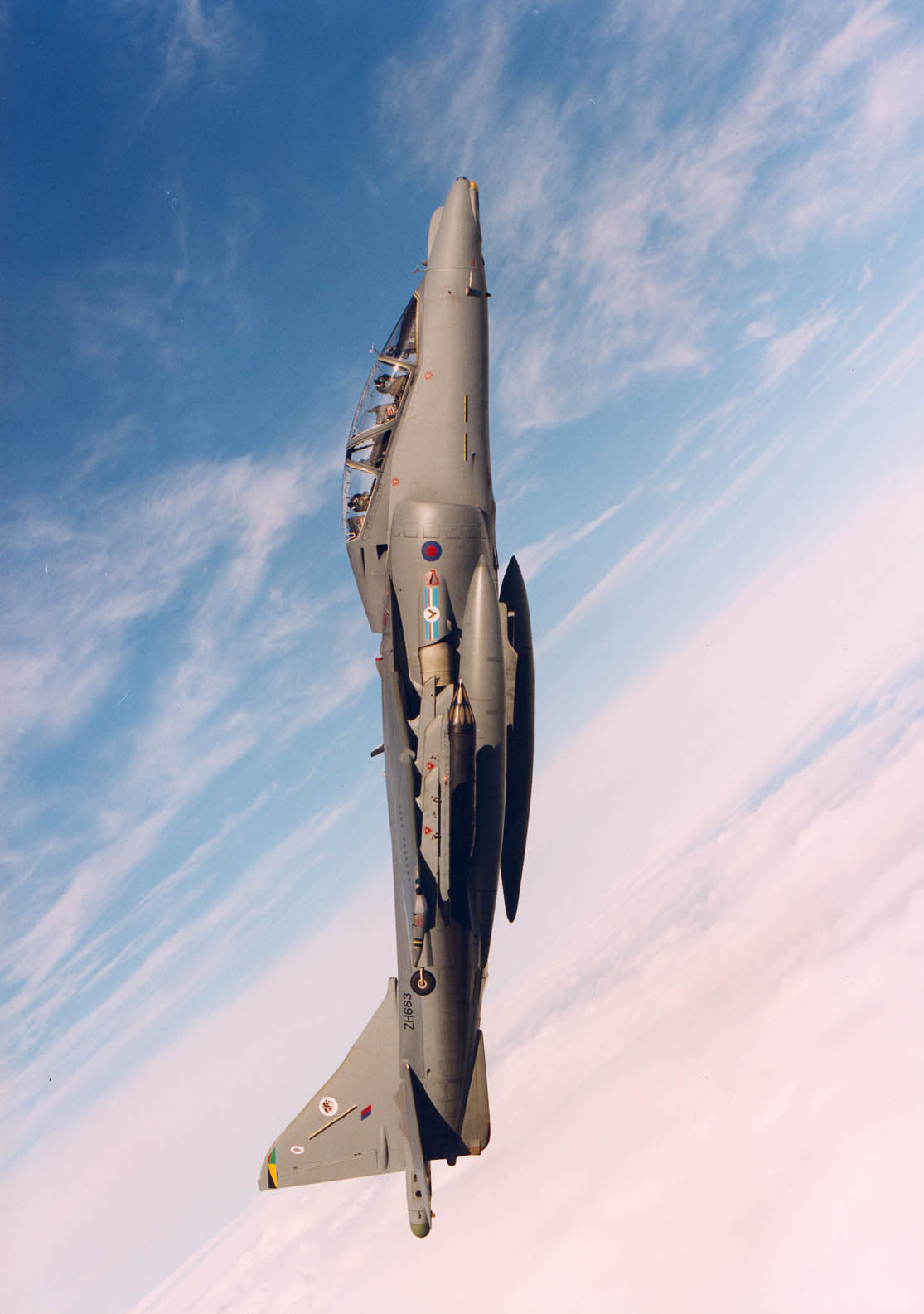
Harrier T10 v roce 2004

Společné působení Harrierů obou leteckých složek bylo oficiálně potvrzeno programem společného velení s názvem „Joint Force Harrier (JFH)“ (Společné síly Harrierů) v roce 1998. V rámci JFH, Harriery II RAF běžně působily společně se Sea Harriery Royal Navy. Hlavní základnou pro síly JFH byla základna RAF Cottesmore, přičemž velký důraz byl kladen na společné působení napříč všemi útvary organizace. Spojené síly JFH sloužily jako základ pro budoucí uspořádání ozbrojených složek. V podobném duchu budou plánovány i společné operace letounů Lockheed Martin F-35 Lightning II.
Během operace Spojenecká síla v Kosovu v roce 1999 činil britský příspěvek v silách NATO 16 letounů Panavia Tornado a 12 letounů Harrier GR7. 27. dubna 1999 během útoku na srbský vojenský sklad se Harriery RAF dostaly pod silnou protileteckou palbu, ale nakonec neutrpěly žádné ztráty. V dubnu 1999 byla změněna taktika používání letounů a s použitím navigace GPS byly prováděny bombardovací mise ve středních výškách. Během operace, která trvala 78 dní podnikly Harriery 870 bojových letů. BBC informovala, že 80% cílů bylo zasaženo přímým zásahem a později parlamentní komise informovala, že z celkového množství použité munice bylo 24% pum přesně naváděných.
V roce 2003 hrály Harriery GR7 důležitou roli během operace Telic, což byl britský příspěvek do Spojenými státy vedené války v Iráku. Po vypuknutí války létaly Harriery průzkumné a úderné mise nad jižním Irákem, kde měly údajně zničit odpalovací zařízení pro rakety Scud, aby bylo zabráněno jejich použití proti sousednímu Kuvajtu. Před válkou byly letouny vybaveny schopností nést střely AGM-65 Maverick, což znatelně zlepšilo jejich schopnosti v Iráku. Celkem bylo během války vypuštěno 38 střel Maverick.
Během bitvy o klíčové irácké město Basra Harriery útočily na sklady paliva, aby byla ochromena irácká vozidla. Dalšími cíli byly tanky, čluny a dělostřelectvo. Podle některých zdrojů bylo zhruba 30 procent operací provedeno v rámci blízké letecké podpory postupujících spojeneckých jednotek. V dubnu 2003 britské ministerstvo obrany přiznalo, že Harriery RAF používají v Iráku kontroverzní kazetové pumy RBL755 Jak britské, tak i americké Harriery byly z operací v Iráku staženy během léta 2003.

Pohled na letící Harrier v roce 2010

Harriery RAF byly také součástí britského příspěvku ve válce v Afghánistánu. V září 2004 bylo na základnu v Kandaháru umístěno 6 letounů Harrier GR7, které vystřídaly americké AV-8B v oblasti. 14. října 2005 byl jeden na letišti odstavený Harrier GR7A zničen a druhý poškozen při raketovém útoku Talibánu na letiště v Kandaháru. Nikdo nebyl zraněn, poškozený letoun byl opraven a zničený letoun byl nahrazen jiným.
Zatímco zpočátku byly jejich operace zaměřovány na zastrašení nepřítele a průzkum, později během kampaně v provincii Helman požadavky na jejich útok na pozemní cíle dramaticky vzrostly. Mezi červencem a zářím vzrostla spotřeba munice na plánované operace a blízkou leteckou podporu ze 179 na 539, většinou se jednalo o neřízené rakety CRV-7. Harriery II také přešly na službu po celých 24 hodin, ačkoliv byly zpočátku používány jen ve dne. Úspěšnost jejich působení byla sporná. Například leteckou podporu, kterou poskytovaly Harriery, popsal jeden major britské armády v uniklém mailu jako, že je „naprosto, naprosto k ničemu“.
V lednu 2007 zahájily své první působení v rámci sil ISAF Harriery GR9 v Kandaháru, přičemž Harriery GR7 byly postupně staženy ve prospěch novějších GR9. V následujících letech pokračovaly v operacích v Afghánistánu. Poslední Harrier byl stažen z afghánského bojiště v červnu 2009. Letouny nalétaly více než 22 000 hodin při 8 500 operačních letech. Nahrazeny byly letouny RAF Tornado GR4.

### Vyřazení
V roce 2005 se v britském parlamentu objevila obvinění, že po převodu servisních úkonů na základnu RAF Cottesmore výrazně poklesla úroveň a kvalita údržby flotily letounů Harrier II. Několik draků letounů bylo vážně poškozeno a jeden pravděpodobně i zničen v důsledku chyb. Čas potřebný na provedení servisu se zvýšil ze 100 na 155 dnů a náklady se zvýšily více než desetkrát.
V roce 2006 byly vyřazeny od královského námořnictva letouny Sea Harrier a od té doby začaly být používány sdílené letouny Harrier GR7/9. Bývalá 800. námořní peruť Sea Harrierů obdržela letouny Harrier GR7/9 od RAF v dubnu 2006 a k ní se v roce 2007 připojila i 801. námořní letecká peruť. Ty byly později zvětšeny a vzniklo námořní úderné křídlo (Naval Strike Wing). Všechny Harriery GR7 byly vyřazeny v červenci 2010.

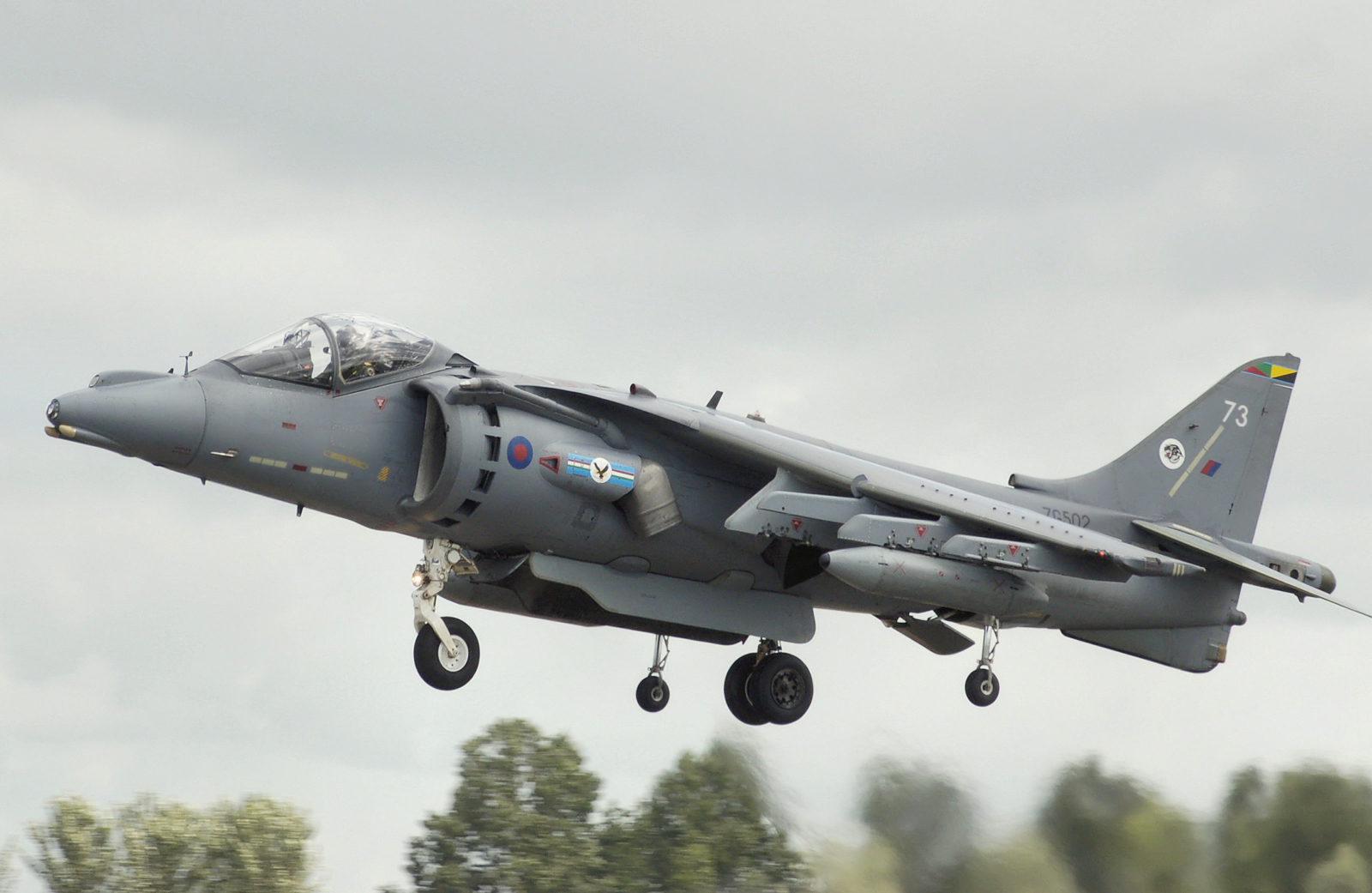
Předvedení Harrier GR9 na RIAT 2008

Očekávalo se, že letouny Harrier GR9 zůstanou ve službě alespoň do roku 2018. Avšak 19. října 2010 bylo oznámeno, že Harriery budou vyřazeny v dubnu 2011. V dlouhodobém výhledu by je v budoucnu měly nahradit letouny F-35B Lightning II, které mají operovat z dvou nových letadlových lodí britského námořnictva třídy Queen Elizabeth. Rozhodnutí vyřadit Harriery bylo kontroverzní. Někteří důstojníci navrhovali, aby byly místo Harrierů vyřazeny letouny Panavia Tornado, protože vyřazením Harrierů přišla Británie o poslední letouny s pevnými křídly, které mohou působit z palub letadlových lodí.
24. listopadu 2010 vykonal Harrier poslední let z paluby letadlové lodě, který byl i zároveň posledním letem z letadlové lodi HMS Ark Royal před jejím vyřazením. Rozloučení s flotilou letounů proběhlo 15. prosince 2010. V listopadu 2011 britské ministerstvo obrany prodalo 72 zbývajících letounů Harrier II spolu s náhradními díly námořní pěchotě Spojených států za 180 miliónů dolarů. Letouny slouží jako zdroj náhradních dílů pro americké stroje AV-8B Harrier II.
Podle časopisu Air Forces Monthly jsou některé ze 72 prodaných Harrierů v letuschopném stavu a americká námořní pěchota dokonce uvažuje o jejich zařazení do služby. Trupy mnohých letounů jsou v dobrém stavu, protože byly i po jejich vyřazení řádně udržovány na základně RAF Cottesmore, kde byly uskladněny. To je v rozporu s prohlášením amerického velení, které v červnu 2012 prohlásilo, že nikdy neplánovalo provozovat britské Harriery II.

## Varianty
GR.5
První model druhé generace Harrierů poháněný motorem Rolls-Royce Pegasus Mk. 105. Letoun se v mnohém lišil od amerických AV-8B a to hlavně v avionice, výzbroji a ochranných systémech. Postaveno 43 letounů (2 prototypy č. ZD318 a ZD319 a 41 sériových strojů).
GR.5A
Podvarianta, která již nesla některé konstrukční změny zapracované později do verze GR7. Celkem 21 letounů (19 letounů postaveno a 3 letouny přestavěny z předchozí verze).
GR.7
Vylepšená sériová verze letounů. Postaveno 34 letounů a dalších 53 letounů přestavěno z předchozích verzí.
GR.7A
Stroje vylepšené dosazením silnějšího motoru Pegasus Mk 107. Motor poskytoval o 13 kN větší tah než standardní motor Pegasus Mk 105 (98 kN). Přestavěno 20 letounů předchozí verze.
GR.9
Postupně vylepšené letouny GR7 v rámci programu JUMP. Přestavěno 10 letounů.
GR.9A
Postupně vylepšené letouny GR7 a GR7A v rámci programu JUMP, které dostaly motor Pegasus Mk 107. Přestavěno 30 letounů.
T.10
Cvičná dvoumístná verze Harrieru II založená na americkém Harrieru TAV-8B. Na rozdíl od amerických protějšků byly letouny T10 plně bojeschopné. Postaveno 13 letounů.
T.12
Vylepšené cvičné stroje společně s letouny GR9. 9 letounů T10 bylo vylepšeno v rámci programu JUMP, avšak zůstal jim slabší motor Pegasus 105.
T.12A
Stejné letouny jako T.12, avšak s novějším a výkonnějším motorem Mk 107 Pegasus. Přestavěny 2 stroje.

## Vystavené letouny
- GR.9, ZD433 byl dodán 20. prosince 2011 do muzea Fleet Air Arm na námořní letecké základně Yeovilton.[83]
- GR.9, ZD461 byl dodán 16. března 2012 do imperiálního válečného muzea v Duxfordu.[89]
- GR.9, ZG477 byl dodán 20. prosince 2011 do muzea RAF na letecké základně RAF Cosford.[83]

## Specifikace (Harrier GR7)

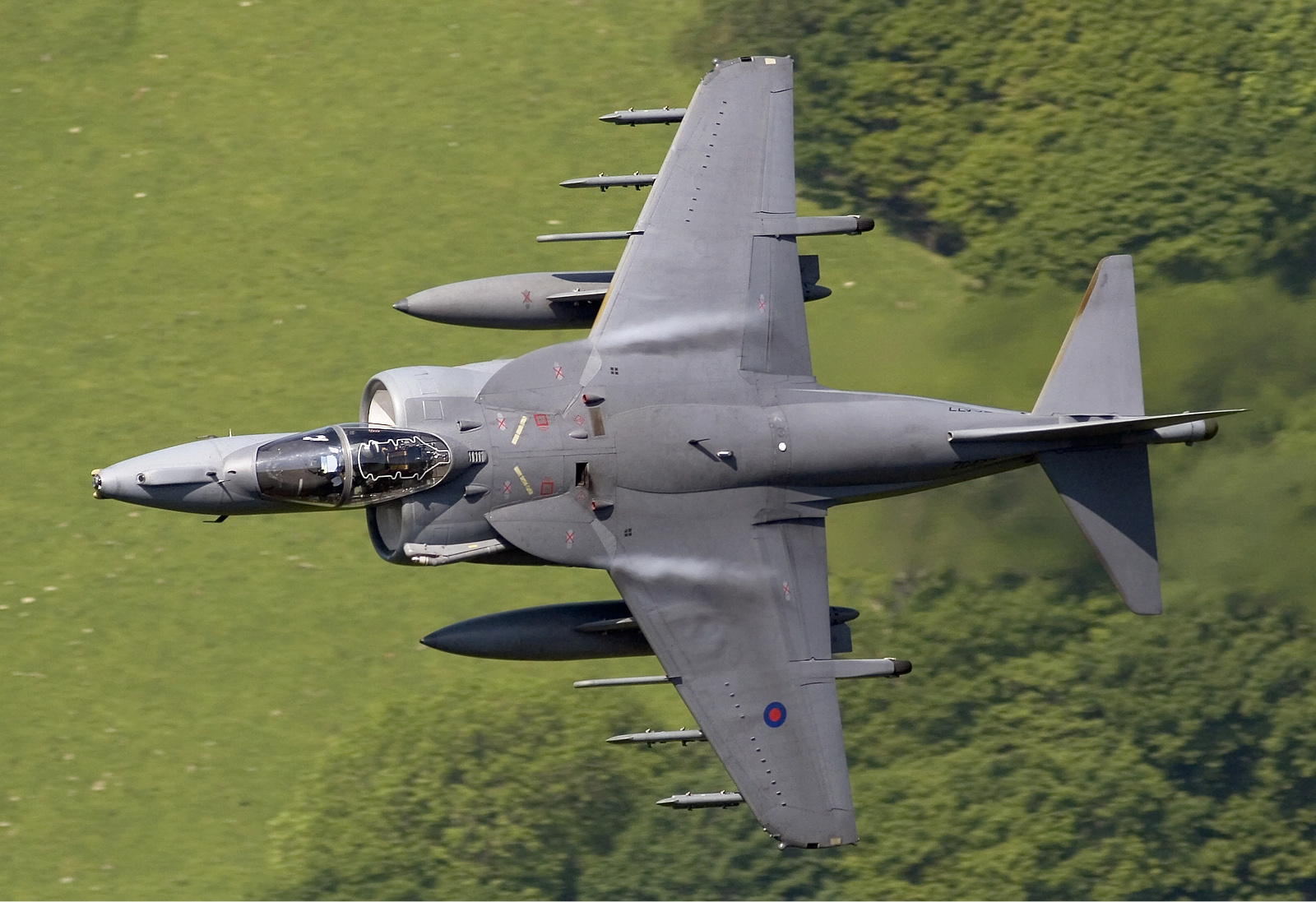
Pohled seshora na Harrier GR9 v roce 2006

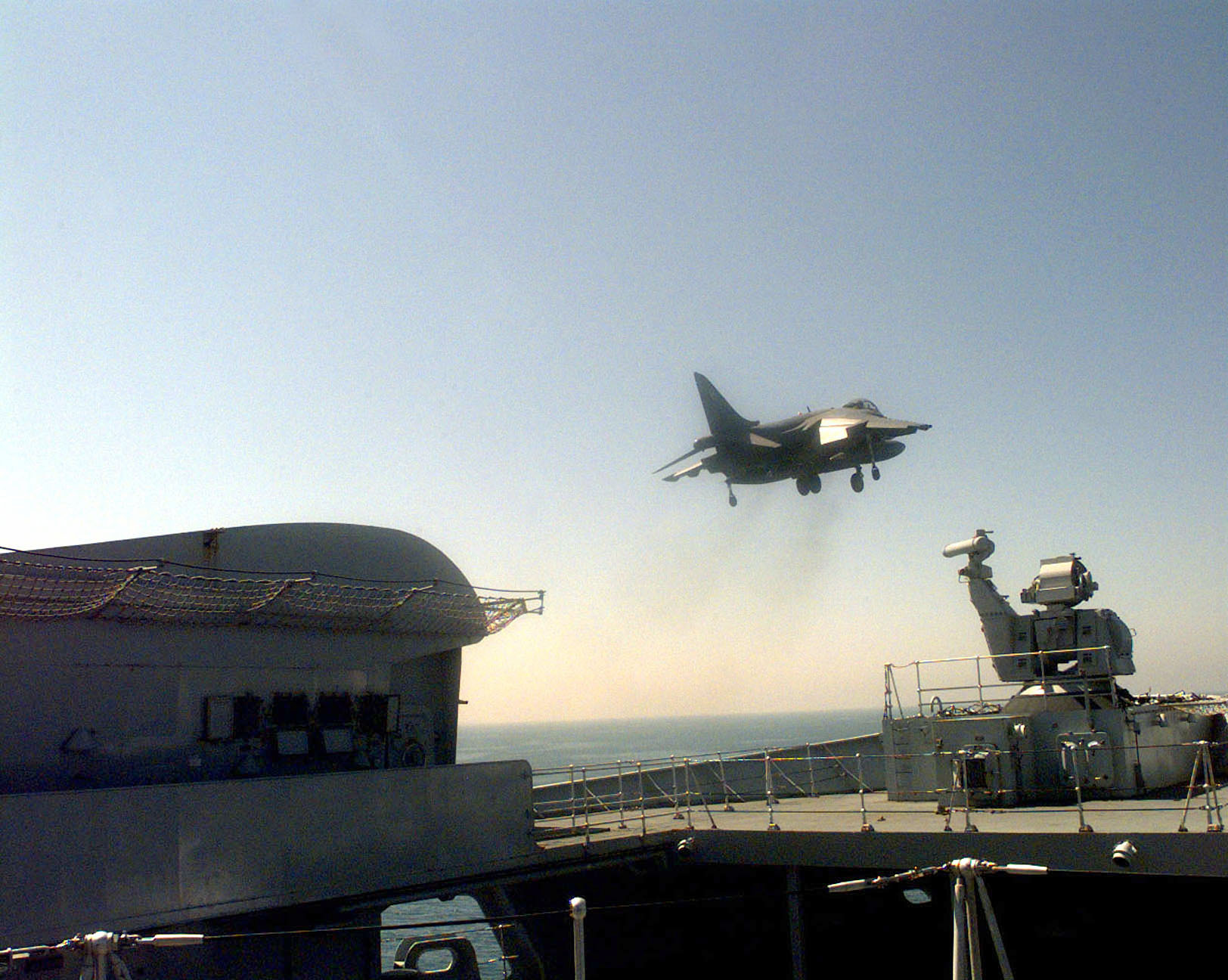
Harrier GR7 odstartoval z letadlové lodi HMS Illustrious v Perském zálivu v roce 1998

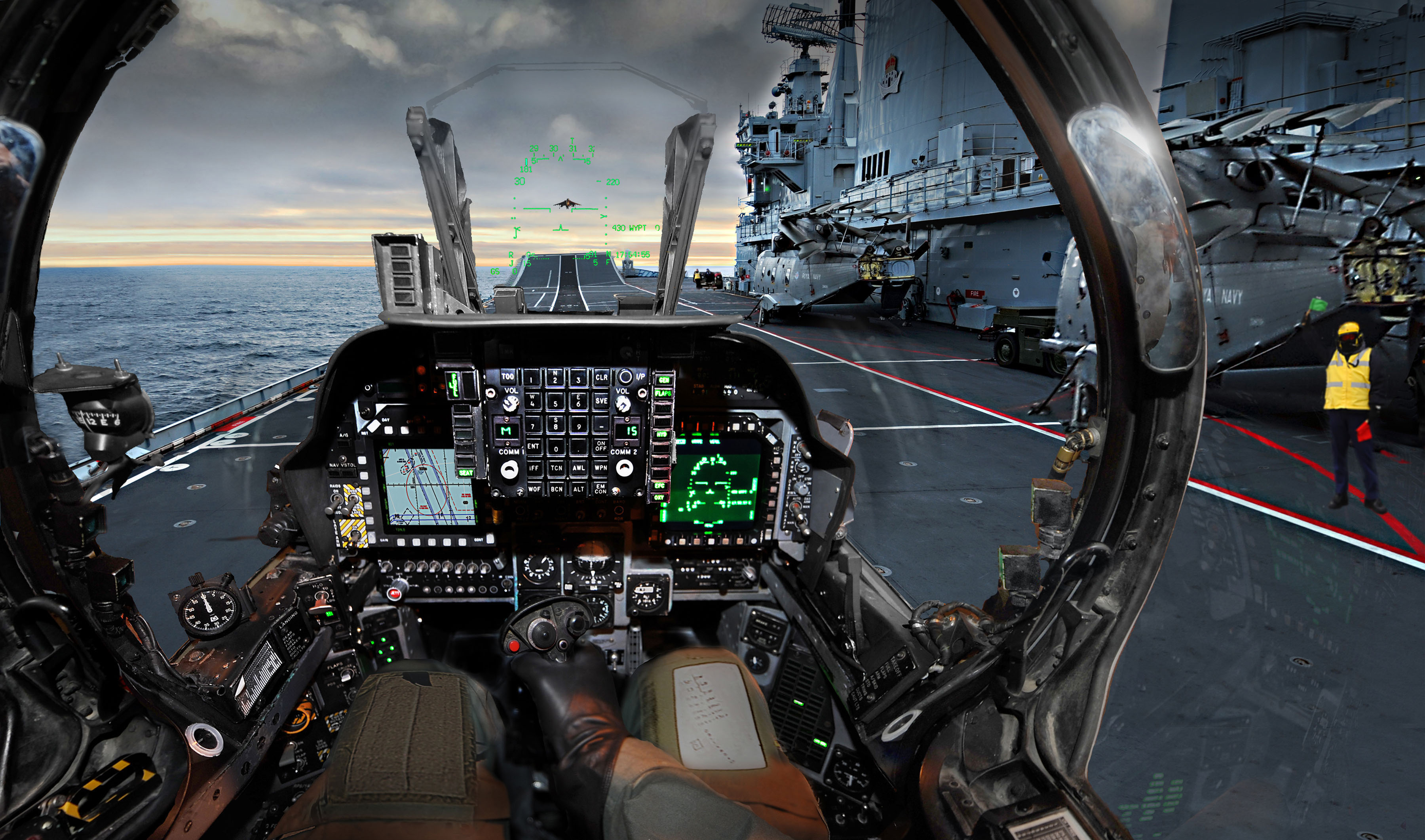
Digitálně upravený obraz interiéru kokpitu Harrieru během přípravy na start z letadlové lodi HMS Ark Royal, rok 2010

Technické údaje pocházejí z publikace „Harrier II, Validating V/STOL“.

### Technické údaje
- Posádka: 1
- Rozpětí: 9,25 m
- Délka: 14,12m
- Výška: 3,56 m
- Nosná plocha: 22,6 m²
- Plošné zatížení: ? kg/m²
- Prázdná hmotnost: 5 700 kg
- Max. vzletová hmotnost: 8 595 kg (vertikální start), 14 061 kg (krátký rozjezd)
- Pohonná jednotka: 1× dvouproudový motor Rolls-Royce Pegasus Mk. 105
- Tah pohonné jednotky: 96,7 kN

### Výkony
- Cestovní rychlost: ? km/h ve výšce ? m
- Maximální rychlost: 1 065 km/h (662 mph) ve výšce ? m
- Dolet: 556 km (300 námořních mil)
- Max. přeletová vzdálenost: 3 256 km (2 015 námořních mil)
- Dostup: 15 170 m (50 000 stop)
- Stoupavost: 74,8 m/s (14 715 stop/min)

### Výzbroj
- 2× letecký kanón ADEN ráže 25 mm v kontejnerech na závěsu pod trupem
- 8× závěs pod křídly pro zavěšení zbraní (z toho 2 závěsy určené jen pro střely vzduch-vzduch), max. hmotnost nesených zbraní 3 650 kg ve složení:
  - Rakety: 4× raketnice LAU-5003 (každá nese 19 neřízených raket CRV7 ráže 70 mm) nebo 4× raketnice Matra (každá nese 18 neřízených raket SNEB ráže 68 mm).
  - Střely: 6× střela vzduch-vzduch AIM-9 Sidewinder nebo 4× střela vzduch-země AGM-65 Maverick.
  - Bomby: laserem naváděné pumy Paveway nebo klasické neřízené bomby (včetně cvičných bomb o hmotnosti 38 a 14 kg).
  - Ostatní: 2× přídavná palivová nádrž nebo kontejnery s průzkumným vybavením.

Dalšími modernizacemi byly na letouny dosazeny systémy umožňující další moderní vybavení, mimo jiné laserové značkovače cílů (DJRP, Lockheed Martin Sniper XR a TIALD).

## Uživatelé

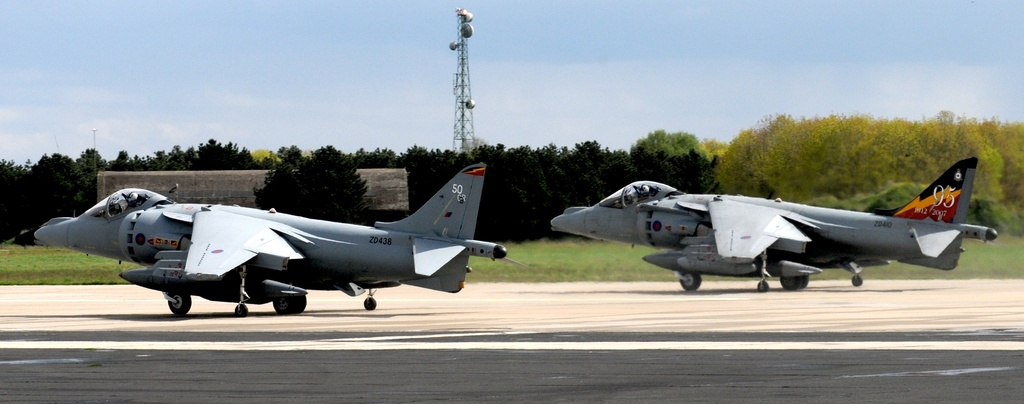
Dvojice Harrierů GR7, rok 2008

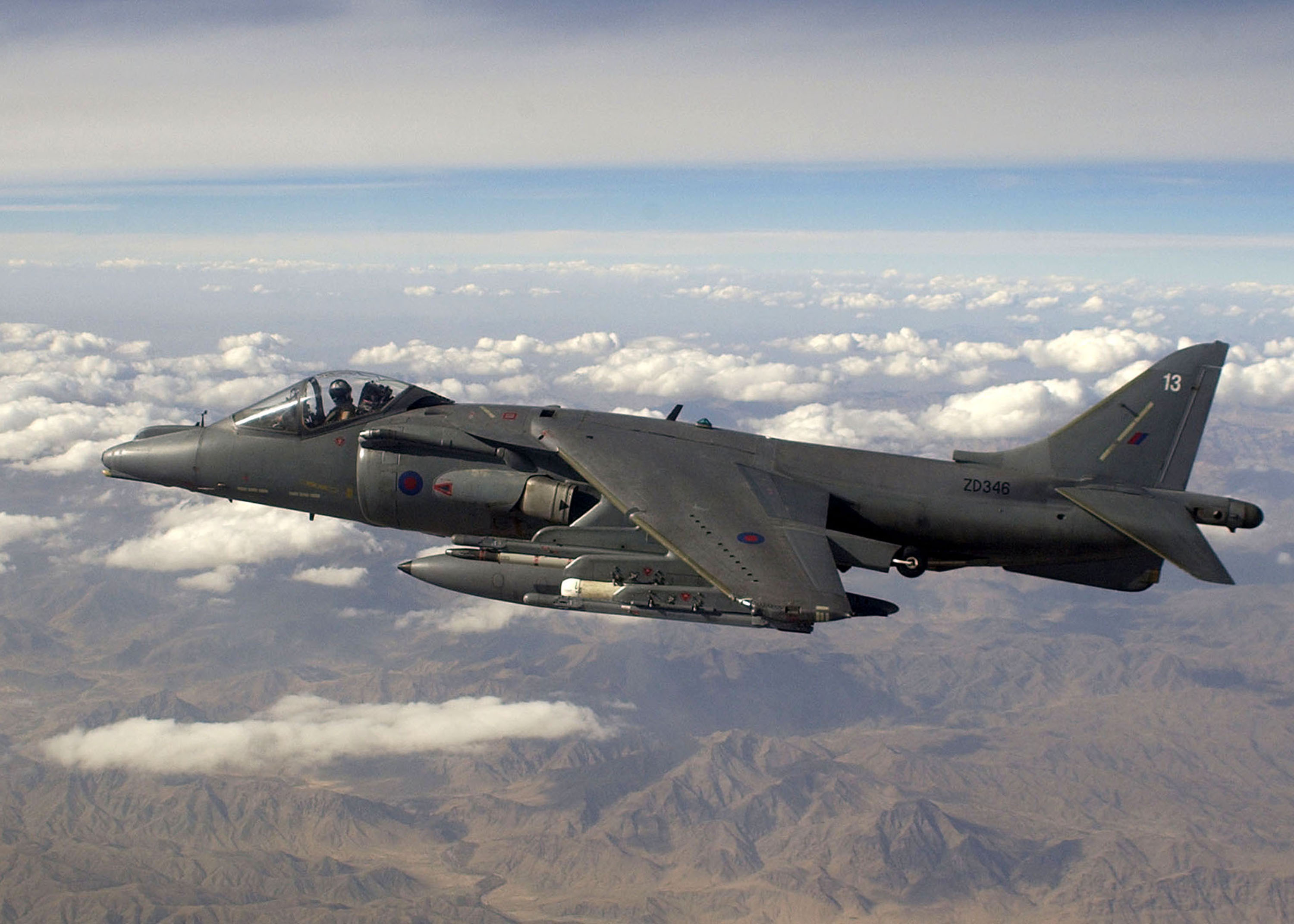
Harrier GR7A nad Afghánistánem v roce 2004

Spojené království
- Royal Air Force (1989–2011)
- Royal Navy (2006–2010)